# ۱۰۰ اسطوره لیگ فوتبال انگلستان

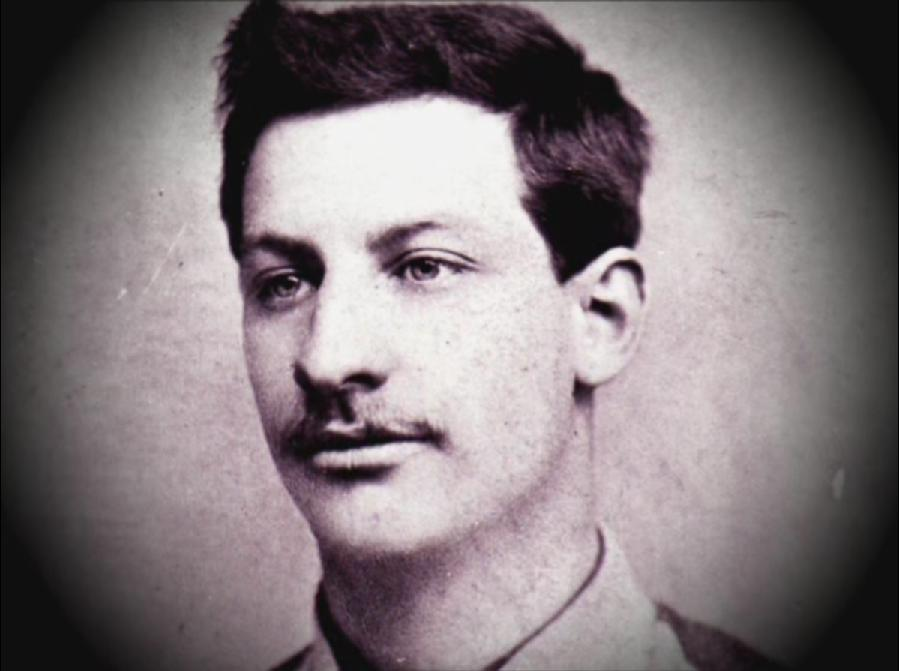
بیلی بست که در اولین فصل لیگ فوتبال برای وست برومویچ آلبیون بازی کرد

یکصد اسطوره لیگ فوتبال لیستی از ۱۰۰ بازیکن برتر اتحادیه فوتبال است که در دوران حرفه‌ای خویش در لیگ فوتبال انگلستان و لیگ برتر انگلستان بازی کرده‌اند. این لیست در سال ۱۹۹۸ توسط جمعی از روزنامه‌نگاران به همراه گزارشگر قدیمی برایون باتلر تهیه شد. این لیست منعکس کننده تاریخ لیگ فوتبال انگلستان از ابتدا تا فصل ۱۹۹۹ می‌باشد.
در این لیست، ۳۴ بازیکن قبل از جنگ جهانی دوم شروع به بازی حرفه‌ای کرده‌اند، ۳۷ بازیکن بعد از پایان جنگ جهانی تا سال ۱۹۸۰ و همچنین ۲۹ بازیکن پس از ۱۹۸۰ تا تاریخ تهیه فهرست، می‌باشند.

## اسطوره‌ها

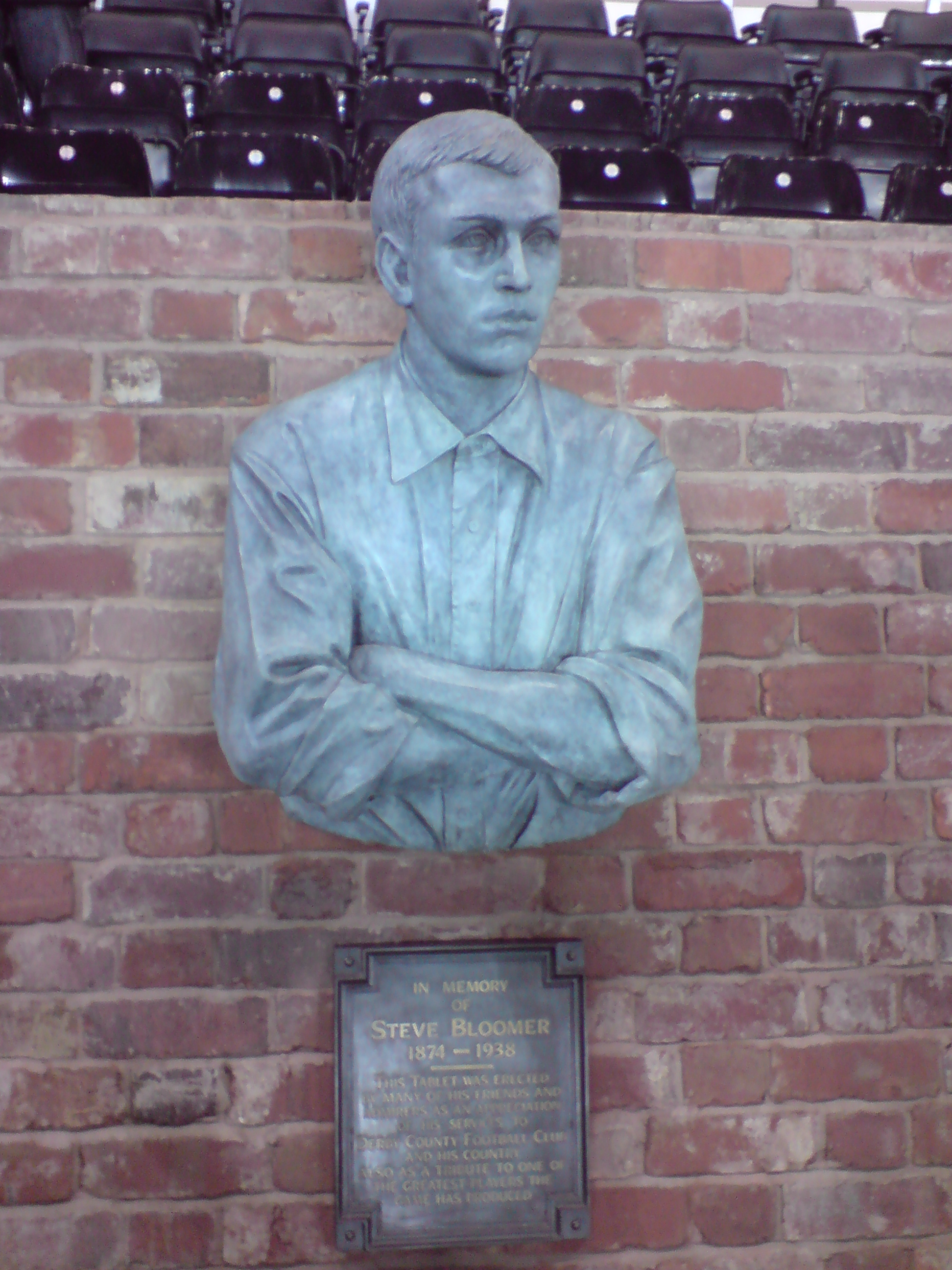
مجسمه استیو بلومر کسی که برای دربی کانتی و میدلزبرو قبل از جنگ جهانی اول افتخار آفرینی کرد

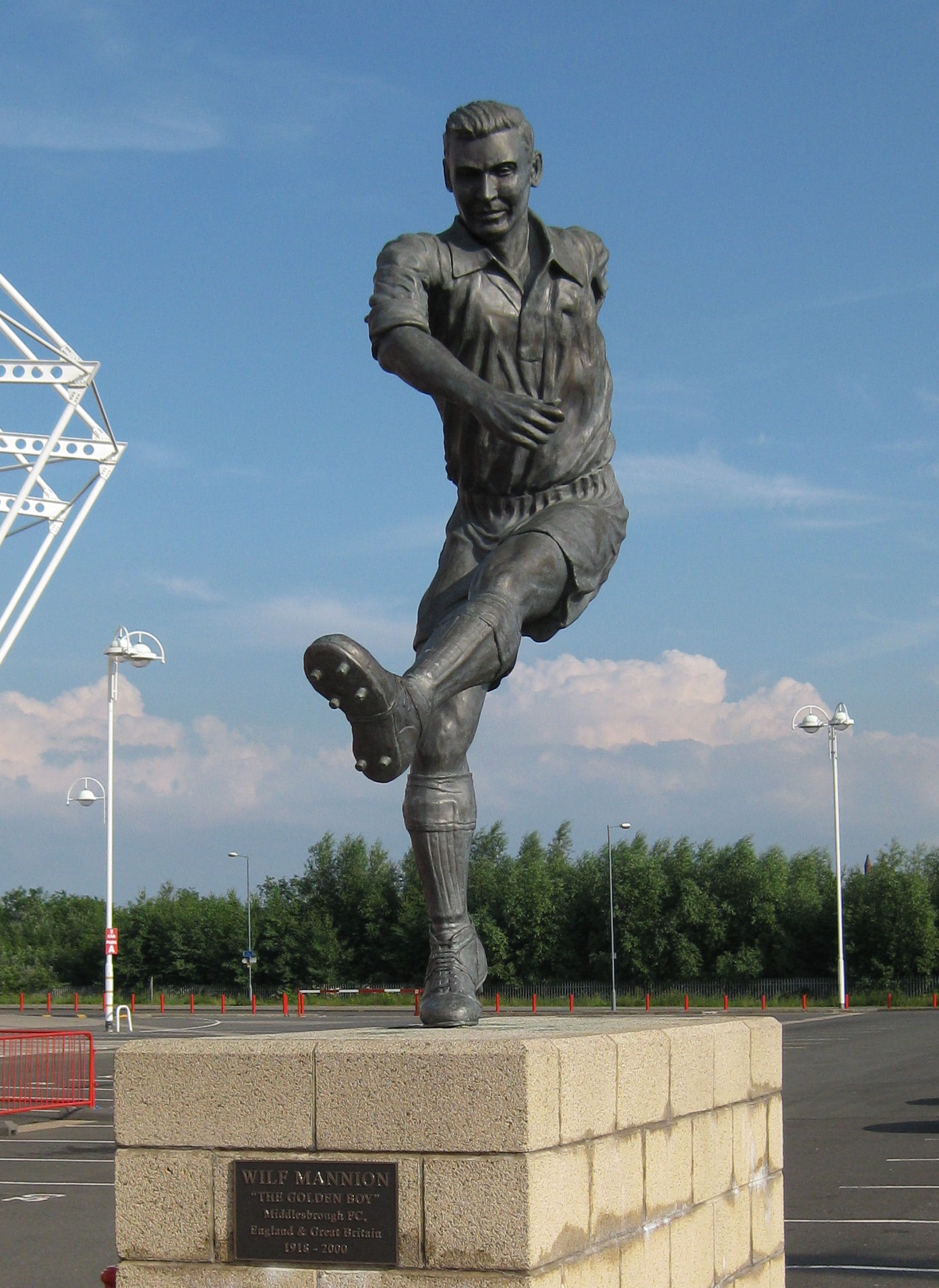
مجسمه ویلف مانیون، بازیکن فوتبال قبل از جنگ جهانی دوم

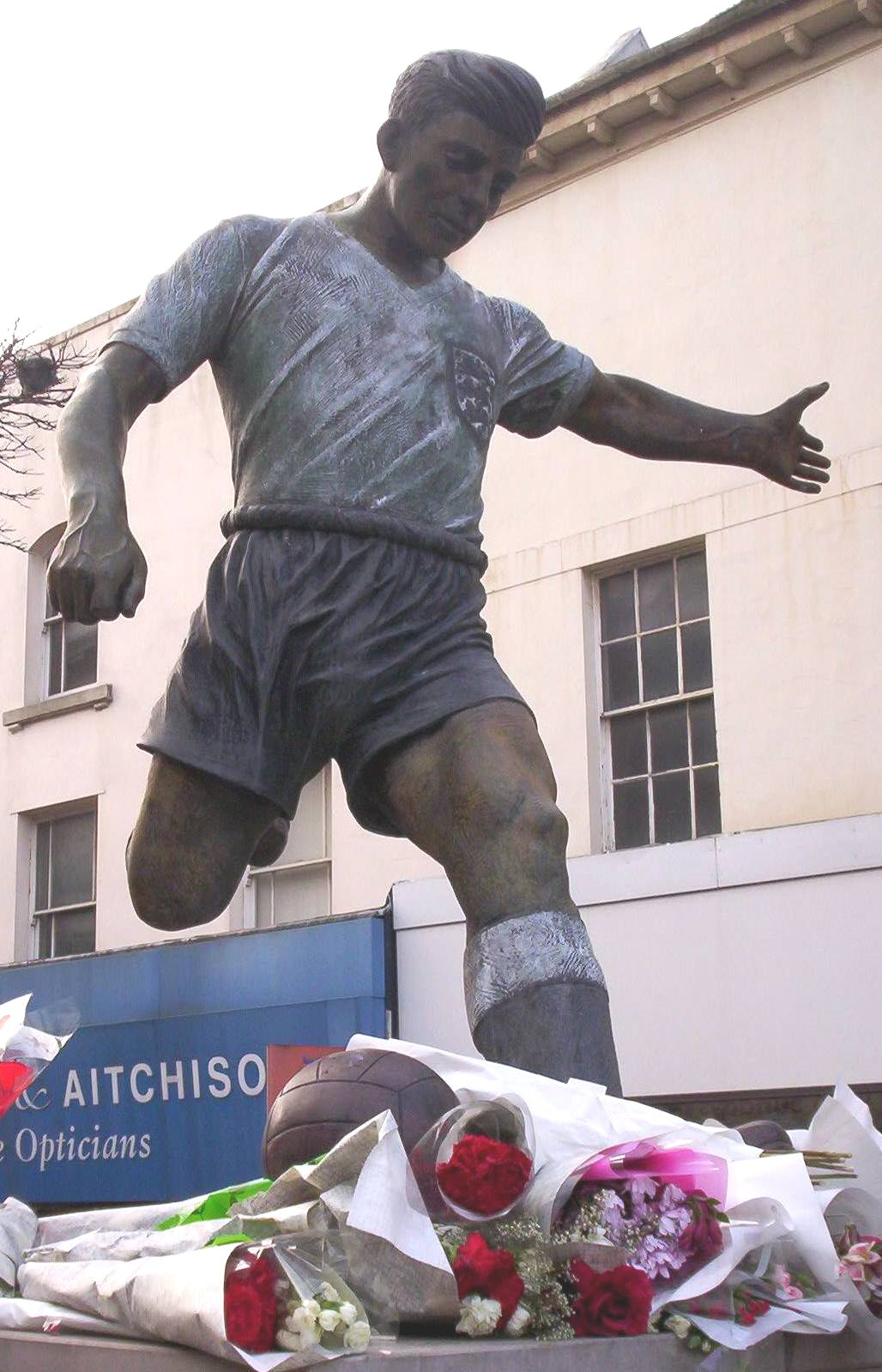
مجسمه دانکن ادواردز که در سانحه هوایی مونیخ در ۲۱ سالگی کشته شد

| نام             | لیگ فوتبال / لیگ برتر | فصل       |
| --------------- | --- | --------- |
| بیلی بست        | وست برومویچ آلبیون | ۱۸۸۸–۱۸۹۹ |
| آرچی هانتر      | استون ویلا | ۱۸۸۸–۱۸۹۱ |
| جان گودال       | پرستون نورث اند، دربی کانتی، نیو برایتون تاور، گلوسوپ نورث اند                                                             | ۱۸۸۸–۱۹۰۴ |
| استیو بلومر     | دربی کانتی، میدلزبرو | ۱۸۹۲–۱۹۱۵ |
| بیلی مردیث      | نورثویچ ویکتوریا، منچستر سیتی، منچستر یونایتد                                                                              | ۱۸۹۳–۱۹۲۵ |
| باب کرامپتون    | بلکبرن روورز | ۱۸۹۶–۱۹۲۱ |
| ویلیام فولک     | شفیلد یونایتد، چلسی، بردفورد سیتی                                                                                          | ۱۸۹۴–۱۹۰۸ |
| الف کامون       | ساندرلند، شفیلد یونایتد، میدلزبرو، آرسنال، پرستون نورث اند                                                                 | ۱۹۰۰–۱۹۱۵ |
| سم هاردی        | چسترفیلد، لیورپول، استون ویلا، ناتینگهام فارست                                                                             | ۱۹۰۲–۱۹۲۶ |
| بیل مک کراکن    | نیوکاسل یونایتد | ۱۹۰۴–۱۹۲۴ |
| ویو وودوارد     | تاتنهام هاتسپر، چلسی | ۱۹۰۸–۱۹۱۵ |
| کلم استیفنسن    | استون ویلا، هادرزفیلد تاون                                                                                                 | ۱۹۱۰–۱۹۳۰ |
| چارلی باکن      | ساندرلند، آرسنال | ۱۹۱۰–۱۹۲۹ |
| الیشا اسکات     | لیورپول | ۱۹۱۲–۱۹۳۴ |
| دیوید جک        | پلیموث آرگیل، بولتون واندررز، آرسنال                                                                                       | ۱۹۱۹–۱۹۳۵ |
| دیکسی دین       | ترانمره راورز، اورتون، ناتس کانتی                                                                                          | ۱۹۲۳–۱۹۳۹ |
| جرج کمسل        | دورهام سیتی، میدلزبرو | ۱۹۲۴–۱۹۳۹ |
| هیو گالاکر      | نیوکاسل یونایتد، چلسی، دربی کانتی، ناتس کانتی، گریمسبی تاون، گیتزهد                                                        | ۱۹۲۵–۱۹۳۹ |
| هری هیبس        | بیرمنگهام سیتی | ۱۹۲۵–۱۹۳۹ |
| الکس جیمز       | پرستون نورث اند، آرسنال | ۱۹۲۵–۱۹۳۸ |
| ادی هاپگود      | آرسنال | ۱۹۲۷–۱۹۳۹ |
| کلیف باستین     | اکستر سیتی، آرسنال | ۱۹۲۷–۱۹۴۸ |
| ویلف کاپینگ     | لیدز یونایتد، آرسنال | ۱۹۳۰–۱۹۳۹ |
| استنلی ماتیوس   | استوک سیتی، بلکپول | ۱۹۳۱–۱۹۶۶ |
| تد دریک         | ساوتهمپتون، آرسنال | ۱۹۳۱–۱۹۳۹ |
| جو مرکر         | اورتون، آرسنال | ۱۹۳۲–۱۹۵۴ |
| رایچ کارتر      | ساندرلند، دربی کانتی، هال سیتی                                                                                             | ۱۹۳۲–۱۹۵۳ |
| پیتر دوهرتی     | بلکپول، منچستر سیتی، دربی کانتی، هادرزفیلد تاون، دانکستر روورز                                                             | ۱۹۳۳–۱۹۵۴ |
| فرانک سوییفت    | منچستر سیتی | ۱۹۳۳–۱۹۵۱ |
| تامی لاوتون     | برنلی، اورتون، چلسی، ناتس کانتی، برنتفورد، آرسنال                                                                          | ۱۹۳۵–۱۹۵۷ |
| ویلف مانیون     | میدلزبرو، هال سیتی | ۱۹۳۶–۱۹۵۶ |
| جرج هاردویک     | میدلزبرو، اولدهام اتلتیک                                                                                                   | ۱۹۳۷–۱۹۵۶ |
| جانی کری        | منچستر یونایتد | ۱۹۳۷–۱۹۵۴ |
| استن مورتنسن    | بلکپول، هال سیتی، ساوتپورت                                                                                                 | ۱۹۳۸–۱۹۵۸ |
| نیل فرانکلین    | استوک سیتی، هال سیتی، کرو آلکساندرا، استوک پورت کانتی                                                                      | ۱۹۴۶–۱۹۵۸ |
| تروور فورد      | سوانسی سیتی، استون ویلا، ساندرلند، کاردیف سیتی، نیوپورت کانتی                                                              | ۱۹۴۶–۱۹۶۱ |
| نت لوفتهوس      | بولتون واندررز | ۱۹۴۶–۱۹۶۱ |
| تام فینی        | پرستون نورث اند | ۱۹۴۶–۱۹۶۰ |
| آلف رمزی        | ساوتهمپتون، تاتنهام هاتسپر                                                                                                 | ۱۹۴۶–۱۹۵۵ |
| لن شکلتن        | بردفورد سیتی (پارک اونیو)، نیوکاسل یونایتد، ساندرلند                                                                       | ۱۹۴۶–۱۹۵۸ |
| جیمی دیکینسون   | پورتسموث | ۱۹۴۶–۱۹۶۵ |
| آرتور راولی     | وست برومویچ آلبیون، فولام، لستر سیتی، شروزبری تاون                                                                         | ۱۹۴۶–۱۹۶۵ |
| بیلی لیدل       | لیورپول | ۱۹۴۶–۱۹۶۱ |
| بیلی رایت       | ولورهمپتون واندررز | ۱۹۴۶–۱۹۵۹ |
| جکی میلبورن     | نیوکاسل یونایتد | ۱۹۴۶–۱۹۵۷ |
| جان چارلز       | لیدز یونایتد، کاردیف سیتی                                                                                                  | ۱۹۴۸–۱۹۶۶ |
| ایور آلچرچ      | سوانسی تاون، کاردیف سیتی، نیوکاسل یونایتد                                                                                  | ۱۹۴۸–۱۹۶۸ |
| دنی بلنچ‌فلوور   | بارنزلی، استون ویلا، تاتنهام هاتسپر                                                                                        | ۱۹۴۸–۱۹۶۴ |
| برت تراوتمان    | منچستر سیتی | ۱۹۴۹–۱۹۶۴ |
| جیمی مک ایلروی  | برنلی، استوک سیتی، اولدهام اتلتیک                                                                                          | ۱۹۵۰–۱۹۶۸ |
| تامی تیلور      | بارنزلی، منچستر یونایتد | ۱۹۵۰–۱۹۵۸ |
| کلیف جونز       | سوانسی تاون، تاتنهام هاتسپر، فولام                                                                                         | ۱۹۵۲–۱۹۷۰ |
| جانی هاینز      | فولام | ۱۹۵۲–۱۹۷۰ |
| دانکن ادواردز   | منچستر یونایتد | ۱۹۵۳–۱۹۵۸ |
| جیمی آرمفیلد    | بلکپول | ۱۹۵۴–۱۹۷۱ |
| تری پاین        | ساوتهمپتون، هره فورد یونایتد                                                                                               | ۱۹۵۶–۱۹۷۷ |
| بابی چارلتون    | منچستر یونایتد، پرستون نورث اند                                                                                            | ۱۹۵۶–۱۹۷۵ |
| جیمی گریوس      | چلسی، تاتنهام هاتسپر، وستهام یونایتد                                                                                       | ۱۹۵۷–۱۹۷۱ |
| دنیس لا         | هادرزفیلد تاون، منچستر سیتی، منچستر یونایتد                                                                                | ۱۹۵۶–۱۹۷۴ |
| گوردون بنکس     | چسترفیلد، لستر سیتی، استوک سیتی                                                                                            | ۱۹۵۸–۱۹۷۳ |
| دیو مک کی       | تاتنهام هاتسپر، دربی کانتی، سوئیندون تاون                                                                                  | ۱۹۵۸–۱۹۷۲ |
| بابی مور        | وستهام یونایتد، فولام | ۱۹۵۸–۱۹۷۷ |
| آلن مولری       | فولام، تاتنهام هاتسپر | ۱۹۵۸–۱۹۷۶ |
| جف هرست         | وستهام یونایتد، استوک سیتی، وست برومویچ آلبیون                                                                             | ۱۹۵۹–۱۹۷۶ |
| نوبی استایلز    | منچستر یونایتد، میدلزبرو، پرستون نورث اند                                                                                  | ۱۹۵۹–۱۹۷۴ |
| جانی جایلز      | منچستر یونایتد، لیدز یونایتد، وست برومویچ آلبیون                                                                           | ۱۹۵۹–۱۹۷۷ |
| بیلی برمنر      | لیدز یونایتد، هال سیتی، دانکستر روورز                                                                                      | ۱۹۵۹–۱۹۸۲ |
| فرانک مک لینتوک | لستر سیتی، آرسنال، کویینز پارک رنجرز                                                                                       | ۱۹۵۹–۱۹۷۷ |
| آلکس یانگ       | اورتون، استوک پورت کانتی                                                                                                   | ۱۹۶۰–۱۹۶۹ |
| مارتین پیترز    | وستهام یونایتد، تاتنهام هاتسپر، نورویچ سیتی، شفیلد یونایتد                                                                 | ۱۹۶۰–۱۹۸۱ |
| تامی اسمیت      | لیورپول، سوانسی سیتی | ۱۹۶۲–۱۹۷۹ |
| نورمن هانتر     | لیدز یونایتد، بریستول سیتی، بارنزلی                                                                                        | ۱۹۶۲–۱۹۸۳ |
| پت جنینگز       | واتفورد، تاتنهام هاتسپر، آرسنال                                                                                            | ۱۹۶۲–۱۹۸۵ |
| آلن بال         | بلکپول، اورتون، آرسنال، ساوتهمپتون، بریستول روورز                                                                          | ۱۹۶۲–۱۹۸۴ |
| کالین بل        | بری، منچستر سیتی | ۱۹۶۳–۱۹۷۹ |
| جرج بست         | منچستر یونایتد، استوک پورت کانتی، فولام، بورنموث                                                                           | ۱۹۶۳–۱۹۸۳ |
| پیتر شیلتون     | لستر سیتی، استوک سیتی، ناتینگهام فارست، ساوتهمپتون، دربی کانتی، پلیموث آرگیل، بولتون واندررز، وستهام یونایتد، لیتون اورینت | ۱۹۶۵–۱۹۹۷ |
| ری کلمنس        | اسکانتورپ یونایتد، لیورپول، تاتنهام هاتسپر                                                                                 | ۱۹۶۵–۱۹۸۸ |
| مالکوم مک‌دونالد | فولام، لوتون تاون، نیوکاسل یونایتد، آرسنال                                                                                 | ۱۹۶۸–۱۹۷۷ |
| کوین کیگان      | اسکانتورپ یونایتد، لیورپول، ساوتهمپتون، نیوکاسل یونایتد                                                                    | ۱۹۶۸–۱۹۸۴ |
| تروور فرانسیس   | بیرمنگهام سیتی، ناتینگهام فارست، منچستر سیتی، کویینز پارک رنجرز، شفیلد ونزدی                                               | ۱۹۷۰–۱۹۹۵ |
| گریم سونس       | میدلزبرو، لیورپول | ۱۹۷۲–۱۹۸۴ |
| لیام بردی       | آرسنال، وستهام یونایتد | ۱۹۷۳–۱۹۹۰ |
| گلن هادل        | تاتنهام هاتسپر، سوئیندون تاون، چلسی                                                                                        | ۱۹۷۴–۱۹۹۶ |
| برایان رابسون   | وست برومویچ آلبیون، منچستر یونایتد، میدلزبرو                                                                               | ۱۹۷۴–۱۹۹۷ |
| آلن هنسن        | لیورپول | ۱۹۷۷–۱۹۹۰ |
| کنی دالگلیش     | لیورپول | ۱۹۷۷–۱۹۹۰ |
| گری لینکر       | لستر سیتی، اورتون، تاتنهام هاتسپر                                                                                          | ۱۹۷۸–۱۹۹۳ |
| ایان راش        | چستر سیتی، لیورپول، لیدز یونایتد، نیوکاسل یونایتد، شفیلد یونایتد، رکسهام                                                   | ۱۹۷۸–۱۹۹۹ |
| اسوالدو آردیلس  | تاتنهام هاتسپر، بلکبرن روورز، کویینز پارک رنجرز، سوئیندون تاون                                                             | ۱۹۷۸–۱۹۹۰ |
| نویل ساوتال     | بری، اورتون، پورت ویل، ساوتند یونایتد، استوک سیتی، تورکی یونایتد، بردفورد سیتی                                             | ۱۹۸۰–۲۰۰۰ |
| پل مک‌گرت        | منچستر یونایتد، استون ویلا، دربی کانتی، شفیلد یونایتد                                                                      | ۱۹۸۱–۱۹۹۸ |
| جان بارنز       | واتفورد، لیورپول، نیوکاسل یونایتد، چارلتون اتلتیک                                                                          | ۱۹۸۱–۱۹۹۹ |
| تونی آدامز      | آرسنال | ۱۹۸۳–۲۰۰۲ |
| پل گسکوین       | نیوکاسل یونایتد، تاتنهام هاتسپر، میدلزبرو، اورتون، برنلی، بوستون یونایتد                                                   | ۱۹۸۵–۲۰۰۴ |
| آلن شیرر        | ساوتهمپتون، بلکبرن روورز، نیوکاسل یونایتد                                                                                  | ۱۹۸۷–۲۰۰۶ |
| رایان گیگز      | منچستر یونایتد | ۱۹۹۰–۲۰۱۴ |
| اریک کانتونا    | لیدز یونایتد، منچستر یونایتد                                                                                               | ۱۹۹۱–۱۹۹۷ |
| پیتر اشمایکل    | منچستر یونایتد، استون ویلا، منچستر سیتی                                                                                    | ۱۹۹۱–۲۰۰۳ |
| دنیس برگکمپ     | آرسنال | ۱۹۹۵–۲۰۰۶ |

| فرانک لمپارد
|چلسی
|۱۹۹7-۲۰15
|}